# Överste Gustav Adam Taubes dragonregemente
Överste Gustav Adam Taubes dragonregemente, eller Taubes schlesiska dragonregemente , var ett tidigare värvat svenskt dragonregemente.

## Historia
Förbandet blev uppsatt 1703/1704 och bestod av 600 man varav 150 dragoner kom från det Verdiska dragonregementet samt resten var värvat manskap i Schlesien. Regementet bestod av 8 kompanier.
Regementet var ingick 1704 i Meijerfeldts styrkor i Polen och sedan med Karl XII. Man deltog bland annat vid Posen 1704 och Grodno 1706. 1709 deltog regementet i slagen vid Oposjnja, Krasnokutsk och Poltava. Efter Poltava blev man tillfångatagna av ryssarna.

## Heraldik och traditioner
Den svenska karolinen och musikern Gustaf Blidström skrev ner en marsch som kallas Topps dragoners marsch, och som anses härstamma från detta regemente. 

## Förbandschefer
- 1703-1709: Gustav Adam Taube

Kompanichefer
- 1703-1709: Abraham Bandholtz, äldste kapten